# Antiblemma nitidaria
Antiblemma nitidaria är en fjärilsart som beskrevs av Stoll 1781. Antiblemma nitidaria ingår i släktet Antiblemma och familjen nattflyn. Inga underarter finns listade i Catalogue of Life.

## Bildgalleri

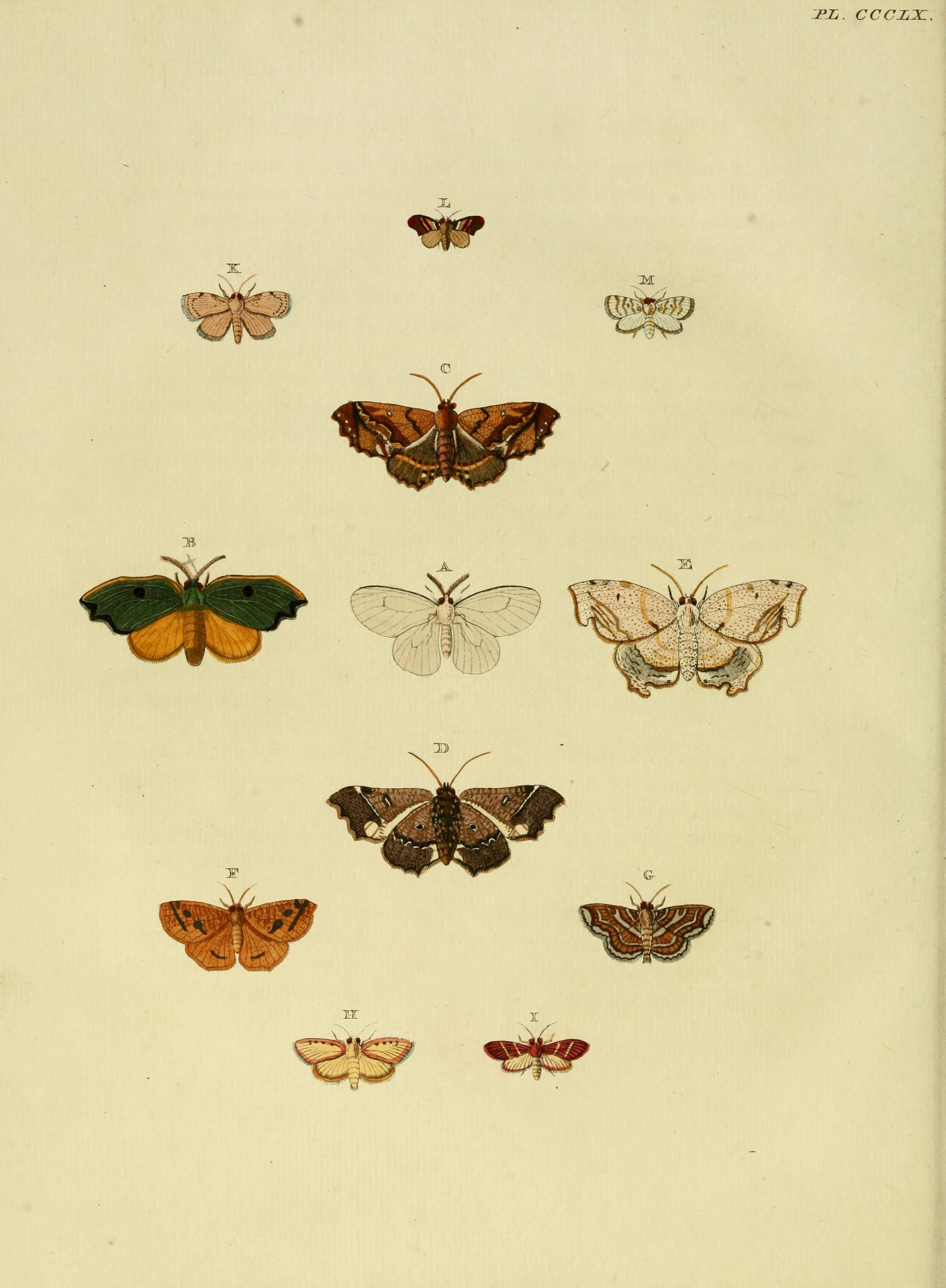